# Voetbal Vereniging Ajax
Voetbal Vereniging Ajax, conhecido como Ajax, foi um clube de futebol do Suriname, com base em Paramaribo que disputava o Surinamese Hoofdklasse, o Campeonato Surinamês de Futebol. O clube jogava seus jogos em casa no Sr. Bronsplein. Nomeado após o clube de futebol holandês Ajax, o clube foi fundado em 3 de junho de 1921 por H. Gunning.[carece de fontes?] O presidente do clube em sua criação foi H.M. Landkoer que conduziu com sucesso a equipe a três títulos nacionais no final dos anos vinte.. O clube foi extinto em 1965 por problemas financeiros, assim como o Olympia
Títulos
- Campeonato Surinamês de Futebol (Hoofdklasse) de 1926–27, 1927–28, 1929

- Dragtenbeker (1):1929

- Emancipatiebeker (1):1929